# Patinage artistique aux Jeux olympiques de 1994
Navigation
Albertville 1992 Nagano 1998
Les épreuves de patinage artistique aux Jeux olympiques d'hiver de 1994 se déroulent du 13 au 25 février 1994 à l'Amphithéâtre olympique de Hamar en Norvège.  
Les compétitions regroupent vingt-huit pays et cent vingt-neuf athlètes (soixante-trois hommes et soixante-six femmes).
Quatre épreuves sont disputées :
- Concours Messieurs (le 17 février pour le programme court et le 19 février pour le programme libre).
- Concours Dames (le 23 février pour le programme court et le 25 février pour le programme libre).
- Concours Couples (le 13 février pour le programme court et le 15 février pour le programme libre).
- Concours Danse sur glace (le 18 février pour les danses imposées, le 20 février pour la danse originale et le 21 février pour la danse libre)

Exceptionnellement, l'ISU autorise les patineurs professionnels à reprendre leur statut d'amateur et de concourir. Cette règle a permis à Katarina Witt, Brian Boitano, Viktor Petrenko, le couple en danse sur glace Jayne Torvill & Christopher Dean ainsi que le couple Ekaterina Gordeeva & Sergueï Grinkov de revenir à la compétition amateur.

## Qualifications
Les patineurs sont éligibles à l'épreuve s'ils représentent une nation membre du Comité international olympique et de l'Union internationale de patinage (International Skating Union en anglais). Les fédérations nationales sélectionnent leurs patineurs en fonction de leurs propres critères.
Sur la base des résultats des championnats du monde 1993, l'Union internationale de patinage autorise chaque pays à avoir de une à trois inscriptions par discipline.
| Entrées | Messieurs                       | Dames                            | Couples                            | Danse sur glace                                                 |
| --- | ------------------------------- | -------------------------------- | ---------------------------------- | --------------------------------------------------------------- |
| 3 | Canada France Russie États-Unis | Allemagne Chine France Ukraine   | Allemagne Canada Russie États-Unis | Russie                                                          |
| 2 | Japon Roumanie                  | Canada Japon Tchéquie États-Unis | Suisse Tchéquie                    | Biélorussie Finlande France Italie Ouzbékistan Tchéquie Ukraine |
| Les pays non listés dans ce tableau peuvent avoir une entrée si leurs patineurs remplissent des critères de sélections de l'Union internationale de patinage. |                                 |                                  |                                    |                                                                 |

## Participants

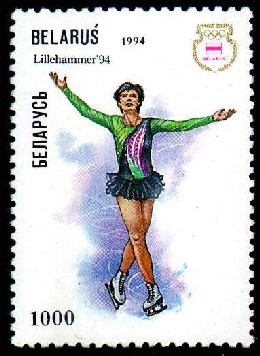
Timbre biélorusse émis à l'occasion des XVIIe Jeux olympiques d'hiver.

129 patineurs de 28 nations participent aux Jeux olympiques d'hiver de 1994 : 63 hommes et 66 femmes.
La Biélorussie, Israël, le Kazakhstan, l'Ouzbékistan, la Tchéquie et l'Ukraine participent pour la première fois aux épreuves de patinage artistique des Jeux olympiques d'hiver.
| Pays           | Participants Hommes | Participantes Femmes                                                                                       | Nombre d'hommes | Nombre de femmes | Nombre total |
| -------------- | --- | --- | --------------- | ---------------- | ------------ |
| Afrique du Sud | Dino Quattrocecere | | 1               | 0                | 1            |
| Allemagne      | Alexander König Axel Rauschenbach Hendryk Schamberger Ingo Steuer                                                                            | Anuschka Gläser Jennifer Goolsbee Peggy Schwarz Tanja Szewczenko Katarina Witt Mandy Wötzel                | 4               | 6                | 10           |
| Australie      | Stephen Carr | Danielle Carr                                                                                              | 1               | 1                | 2            |
| Biélorussie    | Samuel Gezalian Alexander Murashko Sergey Sheyko                                                                                             | Yelena Grigoryeva Tatiana Navka                                                                            | 3               | 2                | 5            |
| Bulgarie       | | Tsvetelina Abrasheva                                                                                       | 0               | 1                | 1            |
| Canada         | Sébastien Britten Kurt Browning Lloyd Eisler Victor Kraatz Elvis Stojko Jason Turner Kris Wirtz                                              | Shae-Lynn Bourne Isabelle Brasseur Josée Chouinard Susan Humphreys Jamie Salé Kristy Sargeant              | 7               | 6                | 13           |
| Chine          | Zhang Min | Chen Lu Liu Ying Zhao Guona                                                                                | 1               | 3                | 4            |
| Corée du Sud   | Jung Sung-il | Lily Lyoonjung Lee                                                                                         | 1               | 1                | 2            |
| Danemark       | Michael Tyllesen | | 1               | 0                | 1            |
| Espagne        | | Marta Andrade                                                                                              | 0               | 1                | 1            |
| Estonie        | Margus Hernits | | 1               | 0                | 1            |
| États-Unis     | Brian Boitano Scott Davis Jason Dungjen Todd Reynolds Todd Sand Jerod Swallow                                                                | Karen Courtland Tonya Harding Kyoko Ina Nancy Kerrigan Jenni Meno Elizabeth Punsalan                       | 6               | 6                | 12           |
| Finlande       | Petri Kokko | Mila Kajas Susanna Rahkamo                                                                                 | 1               | 2                | 3            |
| France         | Philippe Candeloro Pascal Lavanchy Éric Millot Luc Monéger                                                                                   | Surya Bonaly Laëtitia Hubert Marie-Pierre Leray Sophie Moniotte Bérangère Nau                              | 4               | 5                | 9            |
| Hongrie        | Szilárd Tóth | Enikő Berkes Krisztina Czakó                                                                               | 1               | 2                | 3            |
| Israël         | Michael Shmerkin | | 1               | 0                | 1            |
| Japon          | Masakazu Kagiyama Fumihiro Oikawa | Rena Inoue Yuka Sato                                                                                       | 2               | 2                | 4            |
| Kazakhstan     | Dmitri Kazarlyga | Elizaveta Stekolnikova                                                                                     | 1               | 1                | 2            |
| Lettonie       | Oleg Shliakhov Andrejs Vlascenko | Elena Berejnaïa                                                                                            | 2               | 1                | 3            |
| Lituanie       | Povilas Vanagas | Margarita Drobiazko                                                                                        | 1               | 1                | 2            |
| Ouzbékistan    | Juris Razgulajevs Muslim Settarov | Dinara Nurdbaeva Aliki Stergiadu                                                                           | 2               | 2                | 4            |
| Pologne        | Marcin Głowacki | Agnieszka Domańska Anna Rechnio                                                                            | 1               | 2                | 3            |
| Roumanie       | Cornel Gheorghe Marius Negrea | | 2               | 0                | 2            |
| Royaume-Uni    | Steven Cousins Christopher Dean John Jenkins                                                                                                 | Jacqueline Soames Jayne Torvill Charlene Von Saher                                                         | 3               | 3                | 6            |
| Russie         | Artur Dmitriev Vladimir Fedorov Sergueï Grinkov Alexandre Jouline Vadim Naumov Igor Pashkevich Ievgueni Platov Oleg Tataurov Aleksey Urmanov | Ekaterina Gordeeva Oksana Grichtchouk Anzhelika Krylova Natalia Mishkutenok Maïa Oussova Evgenia Shishkova | 9               | 6                | 15           |
| Suisse         | | Nathalie Krieg                                                                                             | 0               | 1                | 1            |
| Tchéquie       | Milan Brzý René Novotný Martin Šimeček | Radmila Chroboková Radka Kovaříková Lenka Kulovaná Kateřina Mrázová Irena Zemanová                         | 3               | 5                | 8            |
| Ukraine        | Ihor Maliar Viktor Petrenko Oleksandr Sosnenko Igor Yaroshenko                                                                               | Oksana Baiul Olena Bilousivska Svitlana Chernikova Lyudmyla Ivanova Elena Liashenko Irina Romanova         | 4               | 6                | 10           |
| Total          | Total | Total | 63              | 66               | 129          |

## Podiums
| Épreuves                            | Or                                   | Argent                               | Bronze                           |
| ----------------------------------- | ------------------------------------ | ------------------------------------ | -------------------------------- |
| Messieurs résultats détaillés       | Aleksey Urmanov                      | Elvis Stojko                         | Philippe Candeloro               |
| Dames résultats détaillés           | Oksana Baiul                         | Nancy Kerrigan                       | Chen Lu                          |
| Couples résultats détaillés         | Ekaterina Gordeeva / Sergueï Grinkov | Natalia Mishkutenok / Artur Dmitriev | Isabelle Brasseur / Lloyd Eisler |
| Danse sur glace résultats détaillés | Oksana Grichtchouk / Ievgueni Platov | Maïa Oussova / Alexandre Jouline     | Jayne Torvill / Christopher Dean |

## Tableau des médailles
| Rang  | Pays        | Médaille d'or, Jeux olympiques | Médaille d'argent, Jeux olympiques | Médaille de bronze, Jeux olympiques | Total |
| 1     | Russie      | 3                              | 2                                  | 0                                   | 5     |
| 2     | Ukraine     | 1                              | 0                                  | 0                                   | 1     |
| 3     | Canada      | 0                              | 1                                  | 1                                   | 2     |
| 4     | États-Unis  | 0                              | 1                                  | 0                                   | 1     |
| 5     | Chine       | 0                              | 0                                  | 1                                   | 1     |
| 5     | France      | 0                              | 0                                  | 1                                   | 1     |
| 5     | Royaume-Uni | 0                              | 0                                  | 1                                   | 1     |
| Total | Total       | 4                              | 4                                  | 4                                   | 12    |

## Détails des compétitions
Pour la saison 1993/1994, les calculs des points se font selon la méthode suivante :
- chez les Messieurs, les Dames et les Couples artistiques (0.5 point par place pour le programme court, 1 point par place pour le programme libre)
- en danse sur glace (0.4 point par place pour les deux danses imposées, 0.6 point par place pour la danse originale, 1 point par place pour la danse libre)

### Messieurs
| Rang                                      | Nom                | Nation         | Points | Prog. court | Prog. libre |
| ----------------------------------------- | ------------------ | -------------- | ------ | ----------- | ----------- |
| 1                                         | Aleksey Urmanov    | Russie         | 1.5    | 1           | 1           |
| 2                                         | Elvis Stojko       | Canada         | 3.0    | 2           | 2           |
| 3                                         | Philippe Candeloro | France         | 6.5    | 3           | 5           |
| 4                                         | Viktor Petrenko    | Ukraine        | 8.5    | 9           | 4           |
| 5                                         | Kurt Browning      | Canada         | 9.0    | 12          | 3           |
| 6                                         | Brian Boitano      | États-Unis     | 10.0   | 8           | 6           |
| 7                                         | Éric Millot        | France         | 10.0   | 6           | 7           |
| 8                                         | Scott Davis        | États-Unis     | 10.0   | 4           | 8           |
| 9                                         | Steven Cousins     | Royaume-Uni    | 12.5   | 7           | 9           |
| 10                                        | Sébastien Britten  | Canada         | 15.0   | 10          | 10          |
| 11                                        | Oleg Tataurov      | Russie         | 15.5   | 5           | 13          |
| 12                                        | Masakazu Kagiyama  | Japon          | 16.5   | 11          | 11          |
| 13                                        | Michael Tyllesen   | Danemark       | 18.5   | 13          | 12          |
| 14                                        | Cornel Gheorghe    | Roumanie       | 22.0   | 16          | 14          |
| 15                                        | Igor Pashkevich    | Russie         | 22.0   | 14          | 15          |
| 16                                        | Michael Shmerkin   | Israël         | 24.5   | 15          | 17          |
| 17                                        | Jung Sung-il       | Corée du Sud   | 25.0   | 18          | 16          |
| 18                                        | Stephen Carr       | Australie      | 28.0   | 20          | 18          |
| 19                                        | Marius Negrea      | Roumanie       | 28.5   | 19          | 19          |
| 20                                        | Zhang Min          | Chine          | 29.0   | 16          | 21          |
| 21                                        | Andrejs Vlascenko  | Lettonie       | 30.5   | 21          | 20          |
| 22                                        | Fumihiro Oikawa    | Japon          | 32.5   | 21          | 22          |
| 23                                        | Alexander Murashko | Biélorussie    | 35.0   | 24          | 23          |
| 24                                        | Dino Quattrocecere | Afrique du Sud | 35.5   | 23          | 24          |
| Patineur éliminé après le programme court |                    |                |        |             |             |
| 25                                        | Margus Hernits     | Estonie        |        | 25          | NC          |

### Dames
| Rang                                          | Nom                  | Nation       | Points | Prog. court | Prog. libre |
| --------------------------------------------- | -------------------- | ------------ | ------ | ----------- | ----------- |
| 1                                             | Oksana Baiul         | Ukraine      | 2.0    | 2           | 1           |
| 2                                             | Nancy Kerrigan       | États-Unis   | 2.5    | 1           | 2           |
| 3                                             | Chen Lu              | Chine        | 5.0    | 4           | 3           |
| 4                                             | Surya Bonaly         | France       | 5.5    | 3           | 4           |
| 5                                             | Yuka Sato            | Japon        | 8.5    | 7           | 5           |
| 6                                             | Tanja Szewczenko     | Allemagne    | 8.5    | 5           | 6           |
| 7                                             | Katarina Witt        | Allemagne    | 11.0   | 6           | 8           |
| 8                                             | Tonya Harding        | États-Unis   | 12.0   | 10          | 7           |
| 9                                             | Josée Chouinard      | Canada       | 13.0   | 8           | 9           |
| 10                                            | Anna Rechnio         | Pologne      | 16.5   | 9           | 12          |
| 11                                            | Krisztina Czakó      | Hongrie      | 17.0   | 12          | 11          |
| 12                                            | Mila Kajas           | Finlande     | 18.0   | 16          | 10          |
| 13                                            | Lenka Kulovaná       | Tchéquie     | 19.5   | 11          | 14          |
| 14                                            | Marie-Pierre Leray   | France       | 20.0   | 14          | 13          |
| 15                                            | Charlene Von Saher   | Royaume-Uni  | 22.5   | 13          | 16          |
| 16                                            | Nathalie Krieg       | Suisse       | 24.5   | 15          | 17          |
| 17                                            | Laëtitia Hubert      | France       | 25.0   | 20          | 15          |
| 18                                            | Rena Inoue           | Japon        | 27.0   | 18          | 18          |
| 19                                            | Elena Liashenko      | Ukraine      | 27.5   | 17          | 19          |
| 20                                            | Marta Andrade        | Espagne      | 31.5   | 21          | 21          |
| 21                                            | Lily Lyoonjung Lee   | Corée du Sud | 32.0   | 24          | 20          |
| 22                                            | Lyudmyla Ivanova     | Ukraine      | 32.5   | 19          | 23          |
| 23                                            | Liu Ying             | Chine        | 33.5   | 23          | 22          |
| 24                                            | Tsvetelina Abrasheva | Bulgarie     | 35.0   | 22          | 24          |
| Patineuses éliminées après le programme court |                      |              |        |             |             |
| 25                                            | Zhao Guona           | Chine        |        | 25          | NC          |
| 26                                            | Susan Humphreys      | Canada       |        | 26          | NC          |
| 27                                            | Irena Zemanová       | Tchéquie     |        | 27          | NC          |

### Couples
| Rang    | Nom                                  | Nation      | Points | Prog. court | Prog. libre |
| ------- | ------------------------------------ | ----------- | ------ | ----------- | ----------- |
| 1       | Ekaterina Gordeeva / Sergueï Grinkov | Russie      | 1.5    | 1           | 1           |
| 2       | Natalia Mishkutenok / Artur Dmitriev | Russie      | 3.0    | 2           | 2           |
| 3       | Isabelle Brasseur / Lloyd Eisler     | Canada      | 4.5    | 3           | 3           |
| 4       | Evgenia Shishkova / Vadim Naumov     | Russie      | 6.0    | 4           | 4           |
| 5       | Jenni Meno / Todd Sand               | États-Unis  | 8.0    | 6           | 5           |
| 6       | Radka Kovaříková / René Novotný      | Tchéquie    | 8.5    | 5           | 6           |
| 7       | Peggy Schwarz / Alexander König      | Allemagne   | 11.5   | 7           | 8           |
| 8       | Elena Berejnaïa / Oleg Shliakhov     | Lettonie    | 13.5   | 9           | 9           |
| 9       | Kyoko Ina / Jason Dungjen            | États-Unis  | 14.5   | 15          | 7           |
| 10      | Kristy Sargeant / Kris Wirtz         | Canada      | 15.5   | 11          | 10          |
| 11      | Danielle Carr / Stephen Carr         | Australie   | 16.5   | 10          | 11          |
| 12      | Jamie Salé / Jason Turner            | Canada      | 19.0   | 14          | 12          |
| 13      | Anuschka Gläser / Axel Rauschenbach  | Allemagne   | 19.0   | 12          | 13          |
| 14      | Karen Courtland / Todd Reynolds      | États-Unis  | 20.5   | 13          | 14          |
| 15      | Jacqueline Soames / John Jenkins     | Royaume-Uni | 23.0   | 16          | 15          |
| 16      | Olena Bilousivska / Ihor Maliar      | Ukraine     | 24.5   | 17          | 16          |
| 17      | Yelena Grigoryeva / Sergey Sheyko    | Biélorussie | 26.0   | 18          | 17          |
| Abandon | Mandy Wötzel / Ingo Steuer           | Allemagne   |        | 8           |             |

### Danse sur glace
| Rang | Nom                                       | Nation      | Points | Danse imposée 1 | Danse imposée 2 | Danse originale | Danse libre |
| ---- | ----------------------------------------- | ----------- | ------ | --------------- | --------------- | --------------- | ----------- |
| 1    | Oksana Grichtchouk / Ievgueni Platov      | Russie      | 3.4    | 2               | 1               | 3               | 1           |
| 2    | Maïa Oussova / Alexandre Jouline          | Russie      | 3.8    | 1               | 2               | 2               | 2           |
| 3    | Jayne Torvill / Christopher Dean          | Royaume-Uni | 4.8    | 3               | 3               | 1               | 3           |
| 4    | Susanna Rahkamo / Petri Kokko             | Finlande    | 8.0    | 4               | 4               | 4               | 4           |
| 5    | Sophie Moniotte / Pascal Lavanchy         | France      | 10.0   | 5               | 5               | 5               | 5           |
| 6    | Anzhelika Krylova / Vladimir Fedorov      | Russie      | 12.0   | 6               | 6               | 6               | 6           |
| 7    | Irina Romanova / Igor Yaroshenko          | Ukraine     | 14.0   | 7               | 7               | 7               | 7           |
| 8    | Kateřina Mrázová / Martin Šimeček         | Tchéquie    | 16.0   | 8               | 8               | 8               | 8           |
| 9    | Jennifer Goolsbee / Hendryk Schamberger   | Allemagne   | 18.0   | 9               | 9               | 9               | 9           |
| 10   | Shae-Lynn Bourne / Victor Kraatz          | Canada      | 20.0   | 10              | 10              | 10              | 10          |
| 11   | Tatiana Navka / Samuel Gezalian           | Biélorussie | 22.0   | 11              | 11              | 11              | 11          |
| 12   | Margarita Drobiazko / Povilas Vanagas     | Lituanie    | 24.4   | 13              | 13              | 12              | 12          |
| 13   | Aliki Stergiadu / Juris Razgulajevs       | Ouzbékistan | 25.0   | 12              | 12              | 12              | 13          |
| 14   | Bérangère Nau / Luc Monéger               | France      | 29.0   | 15              | 15              | 15              | 14          |
| 15   | Elizabeth Punsalan / Jerod Swallow        | États-Unis  | 29.0   | 14              | 14              | 14              | 15          |
| 16   | Radmila Chroboková / Milan Brzý           | Tchéquie    | 32.0   | 16              | 16              | 16              | 16          |
| 17   | Agnieszka Domańska / Marcin Głowacki      | Russie      | 35.0   | 18              | 18              | 18              | 17          |
| 18   | Elizaveta Stekolnikova / Dmitri Kazarlyga | Kazakhstan  | 35.0   | 17              | 17              | 17              | 18          |
| 19   | Svitlana Chernikova / Oleksandr Sosnenko  | Ukraine     | 38.0   | 19              | 19              | 19              | 19          |
| 20   | Enikő Berkes / Szilárd Tóth               | Hongrie     | 40.0   | 20              | 20              | 20              | 20          |
| 21   | Dinara Nurdbaeva / Muslim Settarov        | Ouzbékistan | 42.0   | 21              | 21              | 21              | 21          |

## Cinéma
Les épreuves féminines de patinage des Jeux de Lillehammer ont été reconstituées pour le film Moi, Tonya. La patinoire de Macon aux États-Unis a été utilisée pour figurer celle de Hamar.
Moi, Tonya est un film biographique américain réalisé par Craig Gillespie, sorti en 2017. Sous la forme d'un faux documentaire, il relate l'histoire vraie de l'affaire Harding-Kerrigan qui a opposé les deux patineuses artistiques américaines en 1994.